# Arizona State Route 238
Die Arizona State Route 238 (kurz AZ 238) ist eine State Route im US-Bundesstaat Arizona, die in Ost-West-Richtung verläuft.
Die State Route beginnt nahe Mobile und endet nach 33 Kilometern im Norden von Maricopa an der Arizona State Route 347. Etwa auf der Hälfte der Strecke passiert die AZ 238 den Estrella Sailport. Die Straße folgt der Linie der Southern Pacific Railroad zwischen Maricopa und Gila Bend. Der Abschnitt westlich der AZ 238 gehört offiziell nicht zum State Route System und wird als Maricopa County Road 238 bezeichnet.
Die Straße wurde im Jahr 1986 zur Arizona State Route erklärt und sollte als Anbindung an eine geplante Müllverbrennungsanlage dienen. Die Asphaltierung der gesamten Verbindung zwischen Maricopa und Gila Brend wurde in den späten 1990er Jahren abgeschlossen.